# Aprasia rostrata
Aprasia rostrata е вид влечуго от семейство Pygopodidae. Видът е уязвим и сериозно застрашен от изчезване.

## Разпространение
Разпространен е в Австралия.